# Kyle Weems
Kyle Jordan Weems (Topeka, Kansas; 23 de agosto de 1989) es un jugador de baloncesto estadounidense que juega en el Derthona Basket de la Lega Basket Serie A. Con 1.98 metros de estatura, juega en la posición de alero.

## Carrera
Kyle es un Jugador formado en los Missouri State Bears.
Llega a Europa en 2012 para jugar en Alemania, donde juega dos temporadas para el Telekom Baskets Bonn de la Basketball Bundesliga.
En la temporada 2013-14 decide continuar su carrera en Alemania un año más, jugando para el BBC Bayreuth.
En el año 2014 ficha por el JSF Nanterre de la LNB, equipo en el que gana la EuroChallenge.
Para la temporada 2015-16 continuaría en Francia para jugar con el Strasbourg IG de la LNB.
En la temporada 2016-17 el Beşiktaş Jimnasatik Kulübü de la Basketbol Süper Ligi anuncia su fichaje con un contrato de 1+1 que finalmente acaba cumpliendo.
El 10 de julio de 2018 se anuncia que Kyle sigue en Turquía con el Tofas Spor Kulübü.
Para la temporada 2019-20 ficha por la Virtus Bolonia de la Lega Basket Serie A y tras unas dos buenas temporadas el 30 de junio de 2021 decide renovar por dos temporadas más.
Cuando finaliza su contrato con la Virtus firma por el Derthona Basket también de la Lega Basket Serie A.